# 学校法人筑波研究学園
筑波研究学園（つくばけんきゅうがくえん、英名  Tsukuba Institute of Science& Technology ; TIST）は茨城県土浦市に本部を置く日本の学校法人。筑波研究学園専門学校の設置者。

## 概観
学校法人筑波研究学園は、1987年2月、筑波研究学園都市の国公立の研究教育機関および産業・学術・茨城県をはじめとする官界の有志が発起人となり設立された産学協同の学校法人である。財団法人筑波研究学園創設準備財団を前身として継承発展した。
筑波研究学園都市の科学技術関係機関であり、筑波研究学園都市交流協議会 (筑協) の参加機関である。

## 本部所在地
- 〒300-0811 茨城県土浦市上高津1601

## 役員構成
- 理事長 佐久 芳夫
- 専務理事 松下 博充
- 理事 野口 孝之 (筑波研究学園専門学校学校長)
- 理事 大森 淳子 (筑波研究学園専門学校副校長)
- 理事 辻　信行 (ツジ電子株式会社代表取締役会長)
- 理事 齋藤鐵哉 (国立研究開発法人物質・材料研究機構名誉顧問)
- 監事 宇梶　孝 (行政書士 宇梶孝事務所)
- 監事 村澤通彦 (総合科学研究機構 業務担当理事兼中性子科学センター事務部長)

## 設置校
- 筑波研究学園専門学校

### 過去の設置校
- 成田つくば航空専門学校

## 関連組織
- 財団法人総合科学研究機構
- 株式会社つくば研究開発支援機構
- 筑波CS会議
- 五籃会
- 輝峰同窓会